# Emily Shackleton
Emily Shackleton (ur. 15 maja 1868 w Sydenham, zm. 9 czerwca 1936 w Coldwaltham) – brytyjska aktywistka społeczna, współorganizatorka wypraw polarnych męża, Ernesta Shackletona.

## Życiorys
Emily Mary Dorman urodziła się w zamożnej rodzinie w hrabstwie Kent. Była córką Charlesa Herberta Dormana z Wadhurst i Janie Swinford. Była najmłodszym z sześciorga dzieci, miała czterech braci i siostrę. Jeden z braci, Arthur Dorman, został duchownym i krykiecistą. W młodości Emily grała w żeńskiej drużynie hokeja na trawie.
Dzięki przyjaciółce poznała jej brata, swojego przyszłego męża Ernesta Shackletona. W czasie pięcioletniego narzeczeństwa Emily miała wpływ na rozwój intelektualny Ernesta Shackletona: za jej przyczyną zaczął interesować się muzealnictwem, sztuką, czytać książki, docenił poezję Roberta Browninga. Ślub odbył się 9 kwietnia 1904 w Westminsterze.
Para miała troje dzieci: Raymonda Swinforda, Cecily Jane i późniejszego polityka Partii Pracy Edward Shackleton. Małżonkowie zamieszkali w Edynburgu, gdzie Emily miała liczne znajomości. Wśród jej przyjaciół był hrabia Rosebery, Archibald Primrose, premier Wielkiej Brytanii w latach 1894–1895. 
Emily Shackleton wspierała męża polarnika, wykorzystując spotkania towarzyskie i znajomości, by gromadzić wsparcie finansowe. Wpłynęła na powstanie artykułu Henry'ego Lucy w „Daily Express”, który przekonał premiera do przyznania Shackletonowi grantu na pokrycie kosztów wyprawy polarnej. Finanse przez nią zgromadzone umożliwiły Ernestowi Shackletonowi rozpoczęcie Brytyjskiej Ekspedycji Antarktycznej na Biegun Południowy, a później Imperialnej Ekspedycji Transantarktycznej.

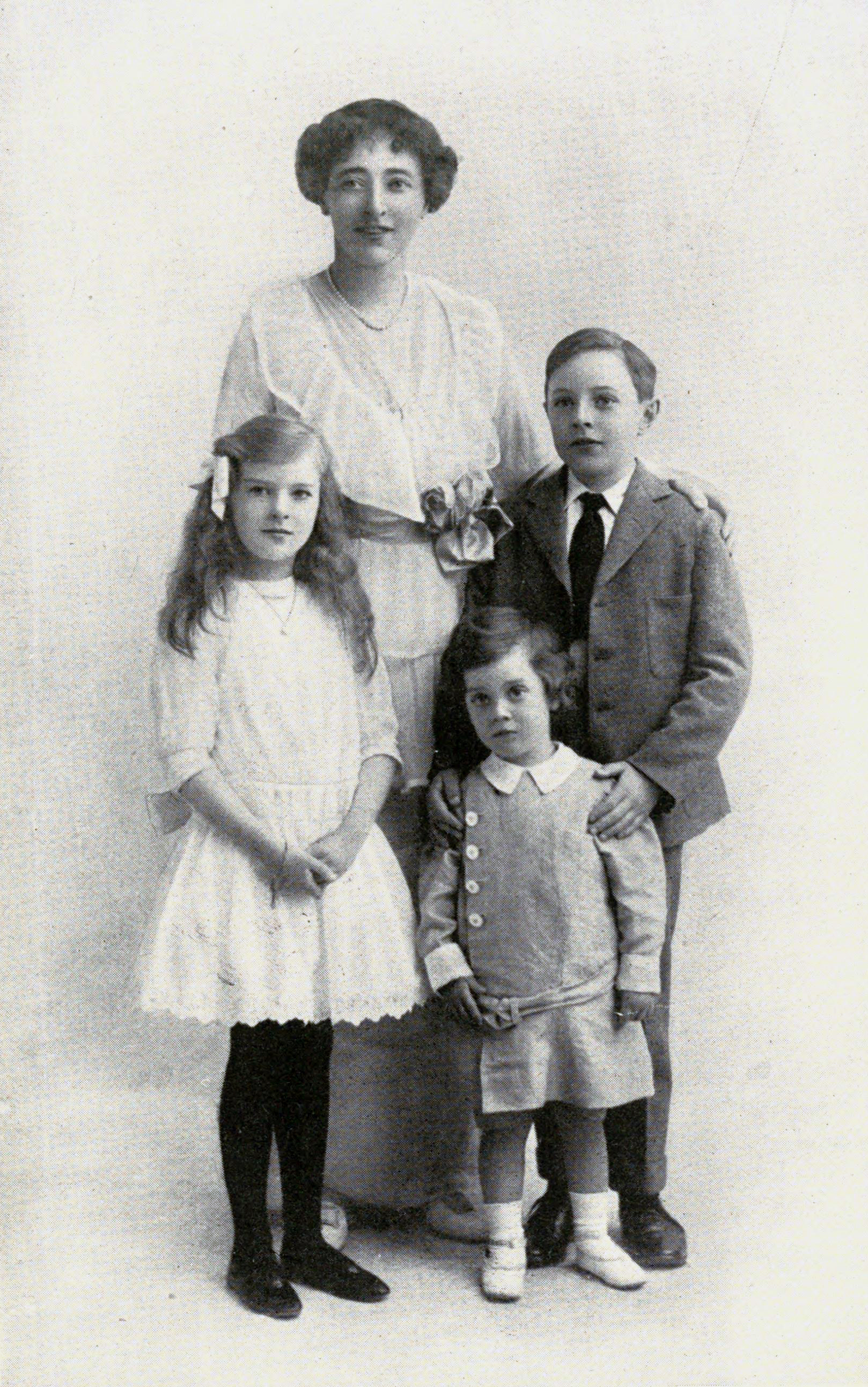
Emily z dziećmi, 1914

Pod nieobecność męża utrzymywała rodzinę. Około 1910 zaangażowała się w ruch Girl Guides. Została komisarką oddziału w Eastbourne. Była jedną z najważniejszych działaczek ruchu. W 1914 w klubie Empress Emily Shackleton otworzyła kiermasz na rzecz Czerwonego Krzyża.
Kiedy Ernest zmarł na atak serca podczas jednej z wypraw, Emily zdecydowała, że zostanie pochowany na Georgii Południowej. Po jego śmierci Emily działała na rzecz zachowania  pamięci polarnika. Z pomocą przyjaciela rodziny, szkockiego meteorologa i geografa Hugh Roberta Milla, napisała pierwszą biografię Shackletona, która ukazała się w 1923 pt. Życie Sir Ernesta Shackletona. 
Po śmierci męża zmagała się z poważnymi długami w wysokości ok. 1,5 miliona współczesnych funtów. Z tego powodu musiała się wyprowadzić z domu rodzinnego w Eastbourne i przenieść do Coldwaltham w West Sussex, gdzie zamieszkała z córką. W ostatnich latach mieszkała w mieszkaniu w Hampton Court, które w 1929 za zasługi na rzecz kraju nadał jej król Jerzy V.
Zmarła po długiej chorobie. Została pochowana w kościele św. Idziego w Coldwaltham.

## Dziedzictwo
Zbiór dokumentów Emily Shackleton jest przechowywany w Scott Polar Research Institute na Uniwersytecie w Cambridge. Obejmuje jej korespondencję do członków rodziny i innych osób związanych z eksploracją Antarktydy oraz relację z królewskiej wizyty na Nimrod przed Brytyjską Ekspedycją Antarktyczną.
W National Portrait Gallery znajduje się fotografia Emily Shackleton wykonana przez nieznanego fotografa w 1910. Inne rodzinne zdjęcia Shackletonów znajdują się m.in. w Bibliotece Narodowej Nowej Zelandii.
W 2019 oddział Girlguiding Eastbourne zbudował magazyn obozowy i wyremontował chatę harcerską, którą nazwano „Shackleton Lodge”. Otwarcia obiektu dokonała wnuczka Ernesta i Emily Shackletonów – Hon Alexandra Shackleton.

## W kulturze popularnej
Aktorka Phoebe Nicholls zagrała Emily Shackleton w miniserialu telewizyjnym Shackleton z 2002.
Lady Shackleton jest wspomniana w 4 sezonie serialu Atypowy (odcinek Starters and Endings). Pojawia się też jako postać w musicalu Shackleton poświęconym polarnikowi.